# Джон, Келвин
Келвин Пиус Джон (англ. Kelvin Pius John; род. 10 июня 2003, Морогоро) — танзанийский футболист, нападающий клуба «Ольборг» и национальной сборной Танзании.

## Клубная карьера
После удачного выступления за сборную Танзании до 17 лет переехал в Великобританию, где тренировался в футбольной академии «Брук Хаус Колледж» в Лестершире. За свою игру получил прозвище «Танзанийский Мбаппе». 25 июня 2021 года подписал трёхлетний контракт с бельгийским клубом «Генк».

## Карьера в сборной
В 2019 году в составе сборной Танзании до 17 лет сыграл на Кубке африканских наций среди игроков до 17 лет. После удачного выступления на турнире он был приглашён в главную сборную Танзании.